# Pierre Picaud
Pour les articles homonymes, voir Picaud.
Pierre Picaud,  que l'on retrouve aussi sous le nom de François Picaud ou François-Pierre Picaud, est un « cordonnier en chambre » de Nîmes qui, victime d'une machination politico-judiciaire sous le Premier Empire, est passé à la postérité en tant que modèle du personnage d'Edmond Dantès dans Le Comte de Monte-Cristo d'Alexandre Dumas. 
Le personnage de Pierre Picaud peut cependant être remis en doute puisqu'il n'existe aucune trace de son existence dans les archives. Il a sans doute été inventé par Étienne-Leon Lamothe-Langon afin de romancer les archives de la police écrites par Jacques Peuchet, mais publiées après sa mort. Des généalogistes ont effectué des recherches afin de retrouver celui qui avait inspiré le personnage de Pierre Picaud par Lamothe-Langon, et leurs recherches ont retrouvé la personne de Gaspard-Étienne Pastorel, un forçat détenu plusieurs années en prison. De nombreuses similitudes existent entre lui et le personnage de Pierre Picaud, et il semblerait qu'il soit la véritable inspiration de Lamothe-Langon qui a elle-même été l'inspiration d'Alexandre Dumas pour le Comte de Monte-Cristo.

## Une histoire rocambolesque

### Les noces et sept ans de prison
En 1807, Pierre Picaud est sur le point d'épouser une femme belle et très riche, Marguerite Vigoroux. Mais un de ses amis, Mathieu Loupian (tenancier de cabaret, veuf avec deux enfants, qui lorgne la dot de Marguerite), est jaloux de sa bonne fortune. Lorsque Pierre vient le voir pour commander un repas de noces pour douze personnes, Loupian fait le pari qu'il retardera la fête. Sachant qu'un commissaire, client habituel, va bientôt arriver, Loupian, avec la complicité de deux clients du troquet (Solari et Chaubard), accuse mensongèrement Pierre Picaud d'être un espion et un agent royaliste à la solde de l'Angleterre. Un quatrième ami, Antoine Allut, est au courant de ce mensonge. Le rapport du commissaire est envoyé au duc de Rovigo et celui-ci fait arrêter Picaud le jour de ses noces. Il est emmené en prison dans le plus grand secret.
Picaud passe sept ans à la forteresse alpine de Fenestrelle (aujourd'hui dans le Piémont, en Italie), sans même être informé du motif de son arrestation. Durant son emprisonnement, il creuse un petit passage vers une cellule voisine et se lie d'amitié avec un prêtre italien qui y est détenu, le père Torri. Un an plus tard, Torri, mourant, lègue par testament à Picaud un trésor caché à Milan.

### La vengeance
Picaud est libéré après la chute de l'Empire napoléonien en 1814. Vieilli, malingre, il prend le nom de Joseph Lucher. Il prend possession du trésor et met en place sa vengeance contre ses anciens amis. Déguisé en ecclésiastique et se faisant appeler l'abbé Baldini, il retrouve à Nîmes Allut, qui, en échange d'un gros diamant, lui raconte l'histoire de sa dénonciation sur une simple plaisanterie de mauvais goût dictée par la jalousie. Il apprend notamment que Loupian s'est acheté un café boulevard des Italiens grâce à la dot de Marguerite Vigoroux qu'il a épousée deux ans auparavant. 
Sous la Seconde Restauration, Picaud se fait engager comme chef de rang dans le restaurant de Loupian et commence sa vengeance : Chaubard est tué sur le pont des Arts, un poignard fiché dans le cœur et dont le manche porte l'inscription « numéro un ». Puis il ruine Loupian : un prétendu prince de Corlano séduit la fille de Loupian, l'engrosse et lui demande sa main. Le jour de leurs noces, Corlano envoie un billet à chacun des 150 invités qui révèle qu'il est un ancien galérien. La famille est déshonorée, d'autant plus que le fils Loupian, saoulé par une bande de camarades, est retrouvé seul sur les lieux d'un cambriolage, les poches pleines de bijoux volés, et se voit condamné à vingt ans de travaux forcés. Enfin le café de Loupian est incendié par des inconnus. Solari est retrouvé empoisonné, l'inscription « numéro 2 » est faite sur son cercueil. Au moment où Picaud poignarde Loupian, Allut - qui le surveillait - l'empoigne, le ligote et le séquestre pour lui extorquer de l'argent. Picaud refusant de céder, Allut l'exécute. 

### Épilogue
En 1828, réfugié dans un bas quartier de Londres, Allut, malade et moribond, fait quérir un prêtre français et lui dicte toute l'histoire avant de mourir. L'abbé Madeleine envoie ce texte sous pli au préfet de police parisien et c'est ce pli qu'aurait retrouvé l'archiviste Jacques Peuchet dans les archives de la police de Paris.
La description détaillée des années de prison de Picaud, qui ne pouvaient être connues d'Allut, lui a été prétendument dictée par le fantôme du père Torri.

## Sources
La source principale, aisément consultable, semble être de la plume d'Alexandre Dumas, dans une notice titrée « Pierre Picaud : Histoire contemporaine », publiée en annexe de l'édition du roman Le Comte de Monte-Cristo, dans la série 1 des Œuvres complètes d'Alexandre Dumas, en dix-sept volumes, publiées par le quotidien Le Siècle, à partir de 1846. Selon les indications fournies dans ce texte, Alexandre Dumas se serait pour une part inspiré des archives de la police recopiées par un archiviste, Jacques Peuchet, ouvrage qui prend une grande valeur lorsque ces archives sont brûlées lors des incendies de Paris pendant la Commune en 1871. 
- Alexandre Dumas, Œuvres complètes de M. Alexandre Dumas : Le Comte de Monte-Cristo, Paris, Le Siècle, 1846, 408 p. (BNF 30372834, lire en ligne), « Pierre Picaud : Histoire contemporaine », p. 404-408L'exemplaire numérisé par Google est celui de la Bibliothèque municipale de Lyon.
- Alexandre Dumas, Œuvres complètes de M. Alexandre Dumas, vol. 1 : Le Comte de Monte-Cristo, Paris, Le Siècle, 1846, 408 p. (BNF 30372626, lire en ligne), « Pierre Picaud : Histoire contemporaine », p. 404-408La notice bibliographique du catalogue général de la Bibliothèque nationale de France concerne les 17 volumes de la série.